# サムットサーコーン工業団地
サムットサーコーン工業団地 （サムットサーコーンこうぎょうだんち、タイ語:นิคมอุตสาหกรรมสมุทรสาคร、英語：Samut Sakhon Industrial Estate）は、タイ王国のタイ工業団地公社の管理する工業団地の一つ。タイ中部サムットサコーン県ムアンサムットサーコーン郡に位置する。1990年に開設。サムットサーコーン工業団地とも言われる。

## 管理事務所所在地
サムットプラカーン県 ムアンサムットプラカーン郡 タムボン・バーンクラチャオ、ムー2、39/5 
（39/5 หมู่ 2 ต.บางกระเจ้า อ.เมือง จ.สมุทรสาคร 74000） 
- 各地からの距離
  - バンコクより33km
  - クローントゥーイ港より42km
  - スワンナプーム国際空港より54km
  - レムチャバン港より100km

## 用地
- 用地面積 - 総面積  233ha（内訳は一般工業区 167ha、公共インフラ施設区62ha、住宅・商業用区 4ha）

## 施設
- 水道水：地方水道公社より25,000㎥/日の給水。
- 電力：115/22kV高圧電流。60‐80MVA。
- 電話：1,000回線（TOT社とTT&T社）。
- 廃水処理 ：廃水処理能力は21,000㎥/日。
- ごみ焼却所:一般ごみ1,250kg/時間。
- 道路：幹線道路はアスファルト舗装幅員35m（4車線）、補助幹線道路はアスファルト舗装幅員14.5m（2車線）、副幹道路はアスファルト舗装幅員22m（2車線）
- 洪水対策：団地を囲んだ堰があり、ボンプ付雨水貯水池を6面設置。
- 防火:350メートル間隔で消防栓を設置。
- ワンストップサービスセンター（OSOS）:タイ工業団地公社本部およびサムットサコーン工業団地事務所にある。

## 関連事項
- 工業省 (タイ)
- タイ工業団地公社